# Michael Stanley Turner
Michael Stanley Turner (Los Angeles, 29 de julho de 1949) é um cosmólogo teórico, que cunhou o termo energia escura em 1998. e foi Diretor Assistente para Ciências Matemáticas e Físicas da Fundação Nacional da Ciência dos Estados Unidos de 2003 a 2006. Seu livro The Early Universe, em coautoria com o cosmologista de Edward Kolb e publicado em 1990, é um texto importante sobre o assunto.
Turner recebeu um B.S. em física pelo Instituto de Tecnologia da Califórnia em 1971 e obteve um PhD em física pela Universidade Stanford em 1978.

## Prêmios
- 1984 Prêmio de Astronomia Helen B. Warner da American Astronomical Society
- 1997 Prêmio Lilienfeld da American Physical Society
- 1999 Prêmio Memorial Klopsteg
- 2010 Prêmio Dannie Heineman de Astrofísica da American Astronomical Society e do American Institute of Physics